# Národní jednota severočeská
Národní jednota severočeská (NJS) byla obranným nacionálním spolkem založeným 22. března 1885. Svým účelem tvořila protipól německého svazu Bund der Deutschen v župních oblastech Elster-Elbe-Gau, Gau Nordböhmen, Jeschken-Iser-Gau a Gau Ostböhmen. Na severu Čech v krajích pražském, žateckém, litoměřickém, boleslavském, jičínském a královéhradeckém podporovala národní, duševní a materiální poměry české menšiny, pořádala přednášky, zakládala knihovny, školy a záložny, nakupovala školní pomůcky. Během první světové války se soustředila na humanitární pomoc, zejména podporu sirotků a sociálně slabých. Za první republiky se práce NJS zaměřila především na německá pohraniční území a na zájmy českých „hraničářů“. Ražením hesla „svůj k svému“ přispívala k radikálnímu nacionalismu, k národnostním konfliktům a propagovala hospodářský a sociální bojkot "nepřátel" národa, především Židů a Němců. Po Mnichovu se spolu s dalšími organizacemi zapojila do pomoci uprchlíkům z pohraničí. Po nacistické okupaci se v dubnu 1939 stala součástí Národní matice a jako samostatná organizace zanikla.

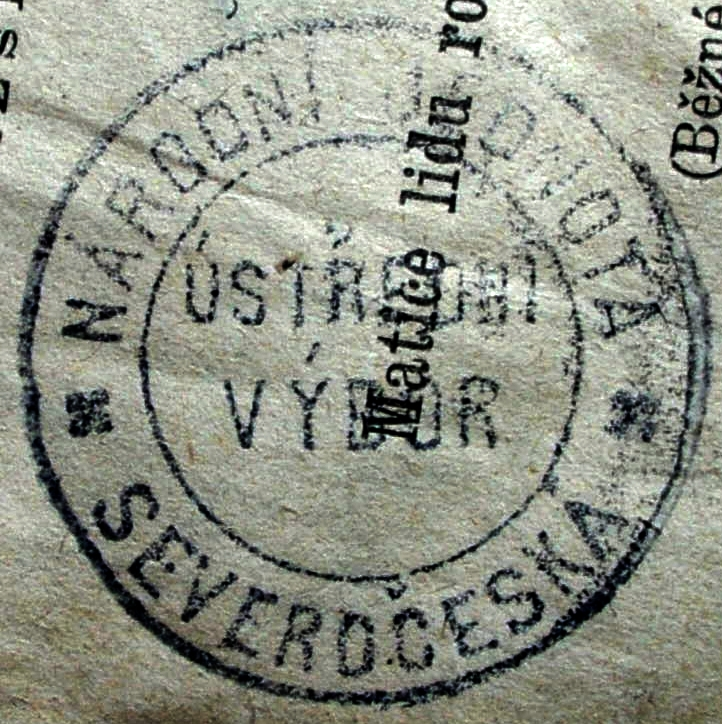
razítko Národní jednoty severočeské

## Založení

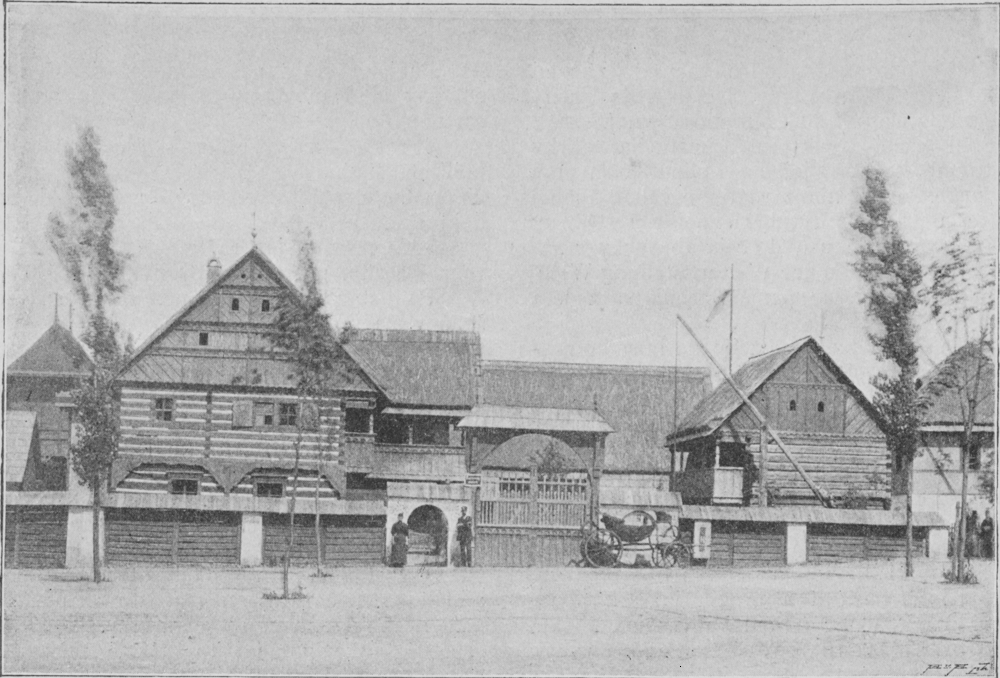
Národopisná výstava 1895 - Pojizerská chalupa.

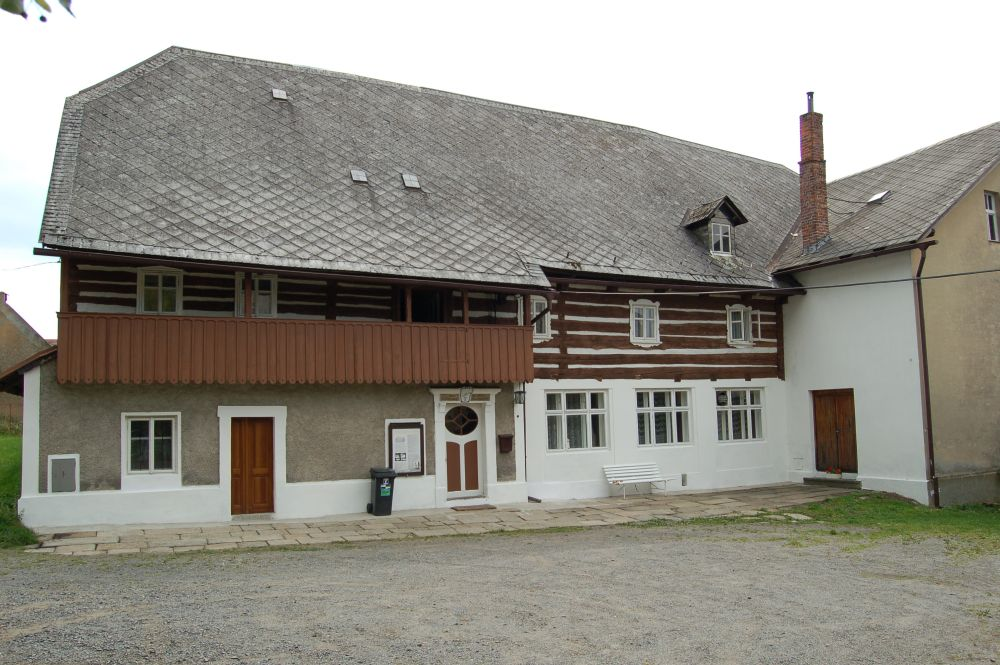
Antošův statek (dnešní hostinec U Richtrů) z roku 1835 je dějištěm Vesnického románu Karolíny Světlé (čestné členky Národní jednoty severočeské)

Na severu Čech se v průběhu století utvořily české menšiny v oblasti Žatecka, Třebenicka a Jilemnicka. S postupnou industrializací severu přicházeli od druhé poloviny 19. století do německého pohraničí hlavně čeští horníci (Sokolovsko, Chomutovsko, Mostecko a Žacléřsko), skláři a textilní dělníci (ale i menší část řemeslníků, živnostníků a inteligence) a utvářeli v oblastech s dosud německou populací nové české menšinové obyvatelstvo. Národnostní boj se mezi oběma národy rozhořel nejprve v oblasti školství. V Praze založená Ústřední matice školská (prosinec 1880) byla odpovědí na německou stranou založený Allgemeiner deutscher Schulverein (květen 1880) ve Vídni.
V jižním a jihozápadním pohraničí (se silnější českou menšinou) se Němci na ochranu německého hospodářství sdružili ve spolku Böhmerwaldbund (1884), na který zareagovalo české národnostní hnutí Národní jednotou Pošumavskou (NJP 1884) a pokračovalo s podporou českých menšin v pohraničních oblastech zakládáním dalších obranných jednot. Společným cílem českých na hospodářství a kulturu zaměřených Národních jednot mělo být „”vymanění Čechů ze závislosti na místních německých podnikatelích a vytvoření předpokladů pro politickou práci a národní rozvoj”.
V severním pohraničí na Žatecku, Litoměřicku, Mladoboleslavsku, Jičínsku, Královéhradecku a kolem Prahy následovala dne 22. března 1885 „Národní jednota severočeská”. Němci zde zakládali obranné hospodářské spolky až o necelých deset let později - Bund der Deutschen in Böhmen (Praha 1894), Bund der Deutschen Nordwestböhmens (Most 1894), Bund der Deutschen Ostböhmens (Trutnov 1894). Během prvního roku tvořilo členskou základnu NJS 3 782 členů ve 119 místních odborech a do roku 1889 přesáhl počet členů 10 tisíc. Kancelář NJS sídlila v Praze na Václavském náměstí čp. 34.

### První valné shromáždění
Dne 22. března 1885 se konala v malém sále Měšťanské besedy v Praze (od roku 2007 Hotel Beseda Praha) první valná hromada NJS, na které přípravný výbor za účasti delegátů a prvních členů schválil spolkové stanovy. Zároveň seznámil účastníky s pozdravnými dopisy: českých studentů z Liberce, Měšťanské besedy z Litoměřic, spolku „Česká přední stráž” z obce Pětipsy, dr. Paříka z Třeběnic, vojenských vysloužilců ze Dvora Králové a dalších. Členy prvního ústředního výboru se stali dr. Alois Pravoslav Trojan, redaktor Josef Anýž, MUC Trojan, P. F. Dusil, archivní adjunkt František Dvorský, knihkupec M. Knapp, MUC Nikrin, MUDr. A. Slavík, redaktor Adolf Srb, Šmíd, Švácha a redaktor J. Kumer. K tomu zvolilo osazenstvo ještě 3 revizory spolkových účtů. Po dohodě s Národní jednotou Pošumavskou se práce NJS vztahovala na území od západu počínaje Mariánskými Lázněmi přes celý sever až k východu po Lanškrounsko a Poličsko.

### Organizace
Zvolený ústřední výbor volil ze svého středu předsednictvo složené ze starosty, místostarosty, 2 jednatelů, 1 pokladníka, 1 zapisovatele a 1 účetního. Menší změny proběhly v roce 1907 a podle stanov tvořili předsednictvo starosta, 2 místostarostové, 2 jednatelé, 1 pokladník a 1 tajemník vedoucí kanceláře. Celý ústřední výbor se nyní skládal ze 36 členů a scházel se jednou měsíčně. Centrální výbor byl rozčleněn do 4 komisí (odborů): organizační, redakční, vánoční a finanční. Od roku 1907-1931 fungoval na ústředí další orgán „Zastupitelstvo jednoty” pro národní a volební záležitosti. Další změny v ústředí proběhly po vzniku Československa. Do předsednictva přibyla opět pozice účetního, tajemníka nahradil ředitel kanceláře a pro účely pozemkové reformy NJS zřídila 5. komisi „pozemkovou”. Od roku 1932 sestával ústřední výbor ze 40 členů (volební období 4 roky), z 1 zástupce pro Prahu (volební období 2 roky), z 1 správce domu v Praze Na Zderaze čp. 5, 1 stavebního referenta a 5 dalších členů ústředního výboru.
Na valné hromadě 2. května 1901 přijali její účastníci organizační členění nižších jednotek. NJS pracovala následně ve 12 územních sborech: 1. rakovnicko-lounském, 2. podkrušnohorském, 3. roudnicko-mělnickém, 4. mladoboleslavsko-turnovském, 5. semilsko-železnobrodském, 6. jilemnicko-jičínském, 7. hradecko-trutnovském, 8. náchodsko-polickém, 9. žambersko-lanškrounském, 10. litomyšlsko-polickém, 11. polabském a 12. pražském. S narůstající členskou základnou došlo v roce 1929 k novému členění do 14 sborů a mnohem většímu počtu okrsků:
1. sbor - s okrsky chebský, karlovarský a falknovský
2. sbor - s okrsky jesenicko-žlutický, podbořanský, rakovnický, žatecký, chomutovský a kadaňský
3. sbor - s okrsky mostecký, bílinsko-duchcovský, teplický, postoloprtský a lounský
4. sbor - s okrsky roudnický, libochovický, litoměřický, lovosický, mělnický, ústecký, děčínsko-podmokelský a dubský
5. sbor - s okrsky boleslavský, mnichovohradišťský, českolipský, borský a rumbursko-varnsdorfský
6. sbor - s okrsky českodubský, turnovský, liberecký, frýdlantský, jablonecký, železnobrodský a tanvaldský
7. sbor - s okrsky semilský, vysocký, vrchlabsko-jilemnický, jičínsko-libáňský, novopacko-bydžovský a hořický
8. sbor - s okrsky trutnovský, úpický, královédvorský, hronovský, polický, náchodský, novoměstský, jaroměřský, opočenský a českoskalický
9. sbor - s okrsky rychnovsko-kostelecký, žamberský, královéhradecký, lanškrounský a ústecko-českotřebovský
10. sbor - s okrsky litomyšlský, poličský a pardubicko-chrudimský
11. sbor - s okrsky českobrodský a čáslavsko-kolínský
12. sbor - s okrsky poděbradský, brandýský a chlumecký
13. sbor - s okrsky berounský, kladenský a říčanský
14. sbor - s okrsky pražský I. a pražský II.

K založení místního odboru bylo zapotřebí 20 členů z místa a okolí. Místní výbor se skládal z předsedy, místopředsedy, jednatele a pokladníka, ve větších místech ještě z knihovníka a zapisovatele. Scházel se čtvrtletně v jednoročním volebním období. Existovaly odbory smíšené, mužské, ženské, pro mládež nebo akademické. Za první republiky vznikla síť „hraničních stráží”. Místní odbory na českém území si braly pod patronátní péči odbory na jazykové hranici či přímo na německém území, proto se jim také říkalo „ochranitelky”. Členy spolku stanovy po roku 1932 dělily na přispívající, činné, zakládající a čestné. Přispívajícím členům stanovil ústřední výbor výši příspěvků a zápisného, činní se povinně zavazovali k plnění cílů NJS a k placení jednoročního příspěvku 2 koruny (sociálně slabí 1 korunu). Zakládajícím členům byl jednorázový poplatek zvýšen ze 400 na 1 000 korun nebo mohli zaplatit 200 korun tzv. pozemkový příspěvek. Mezi čestnými členy figurovala jména: MUDr. Václav Pařík z Třebenic, Karolína Světlá, dr. Alois Pravoslav Trojan, MUDr. Václav Šamánek z Liberce, Václav Strejcovský, statkář z Blahotic u Slaného a po roce 1918 prezident Tomáš Garrigue Masaryk, ministr Gustav Habrman, starosta NJS a senátor Emanuel Hrubý, Alois Jirásek, ministerský předseda dr. Karel Kramář, poslanec Jiří Stříbrný a další.

## Tisk
V 80. a 90. letech 19. stol. zveřejňovala NJS své články a zprávy v lokálních českých listech. Nakonec přistoupila k vydávání vlastního měsíčníku „Věstník národní jednoty severočeské”. Jeho první číslo vyšlo v Praze v říjnu 1900. Za vydavatelskou a redaktorskou práci byl zodpovědný Václav Hübner a od II. ročníku JUDr. Josef V. Štumpf. Obsahoval organizační pokyny a zprávy, úvahy na téma české menšiny, školství, kultury, literární rozbory, výroční zprávy a zápisy valných hromad NJS. Jednota využívala i menšinového tisku - „Trutnovský věstník”, „Český Sever”, „Naše menšiny” (1920-1937, od r. 1937-1938 Naše hranice) či listy Akademického odboru NJS „Přátelům českých menšin na severu”. Od roku 1907 vycházel věstník pod názvem „Stráž severu” a od roku 1923 došlo ke sloučení tiskovin vydávaných až do roku 1939 pod názvem „Hraničář”.

## Spolupráce
V oblasti menšinového školství spolupracovala s Ústřední maticí školskou (ÚMŠ), úzkou spolupráci vyvíjela na Podbořansku a na společném hraničním pásmu s Národní jednotou Pošumavskou, dále s Národní jednotou pro jihozápadní Moravu v Brně, Národní jednotou pro východní Moravu v Olomouci, Československou jednotou v Praze, s národní organizací Maticí opavskou a Slezskou maticí osvěty lidové na Těšínsku a Hlučínsku. Úzká spolupráce probíhala také s obcí Sokola. Po vzniku Československa a rivalitě různých podobně pracujících spolků podala NJP návrh na svaz všech obranných spolků, který byl v roce 1922 ustanoven pod názvem Svaz národních jednot a matic. Svaz sídlil v místnostech NJS v Praze v ul. Spálená čp. 26.

## Účel a náplň práce
Jednatelské knihy místních odborů prozrazují, že na běžném programu jednání se řešila národnostní situace v okolních obcích, prodej a koupě nemovitostí v německých oblastech, kdy se jednota snažila, aby majetek přešel do českých rukou. Probíral se stav obecních knihoven, připravovaly se přednášky a probírala se podpora českých menšin v oblastech zájmu. I když se činnost Jednoty odvíjela i na pomezí a na českém území, hlavní aktivita směřovala do tzv. poněmčeného území.
Účelem NJS je přispívati ku národnímu, duševnímu a hmotnému povznesení krajin na severu Čech, hlavně v bývalých krajích pražském, žateckém, litoměřickém, boleslavském, jičínském a královéhradeckém.

Účelu toho se bude domáhati: a. důkladným seznáváním všech národních, duševních a hmotných poměrů a použitím všeho, čím bylo by lze přispěti ku zvelebení národního vědomí, osvěty a národního života vůbec a ku zvelebení rolnictví, řemesel, průmyslu a obchodu zvláště; b. pořádáním schůzí, přednášek a výletů, výstav a oslav národních; c. vydáváním a rozšiřováním spisů; d. zřizováním a podporováním škol vůbec, zvláště škol rolnických, průmyslových a obchodních; e. zakládáním knihoven a sbírek; e. rozdáváním nástrojů, vzorů a modelů; f. zařizováním peněžních závodů, hlavně záložen a spořitelen, opatřováním levného úvěru; ch. podporováním turistů, v krajinách krkonošských a ve Středohoří cestujících; i. obstaráváním míst pro učenníky, čeleď a pomocníky živnostenské.
Výňatek ze stanov Národní jednoty Severočeské, 
Přestože stanovy politické působení nedovolovaly, práce NJS byla silně ovlivněna politickými stranami Mladočechů, Státoprávní stranou a Českými socialisty. Za 1. republiky měla Jednota blízko k stranám zastávající český nacionalismus. Spory se objevovaly se sociálními demokraty a zejména komunisty.

## Národně politická činnost

### Sčítání lidu
Národní jednota Severočeská prováděla za Rakouska-Uherska tzv. soukromé sčítání lidu. Při sčítání lidu v roce 1921 vyvíjela tlak na Čechy hlásící se k německé národnosti. Zasahovala také do voleb do obecních zastupitelstev na jazykové hranici (Třebenicko, Rýdrovice na Lanškrounsku) a přímo v německých oblastech jako například na Mostecku. Za první republiky také v Praze zřídila poradenskou službu „Samosprávnou poradnu” (volby a samospráva), pořádala samosprávné kurzy a radila v otázkách samosprávy i v nové rubrice v časopise Hraničář.

### Boj o práva českých menšin
NJS se zasazovala o užívání českého jazyka na úrovni krajských soudů v Mostě, Chebu, Litoměřicích a v České Lípě. Na Jubilejní zemské výstavě v Praze (1891) se jí podařilo prosadit stánky českých menšin, ale pořádala i krajinské výstavy na pomezí (Turnov, Železný Brod). Účastnila se oslav 300. výročí narození Jana Amose Komenského a Národopisné výstavy v Praze. Během první světové války se podílela skrze důvěrníky na zřizování národních výborů a po převratu se podílela společně se Sokolem na obsazování německého pohraničí.
Ústřední výbor NJS připravoval podklady pro mírová jednání v roce 1919, kde líčil nesmyslnost německých provincií a vyzdvihoval práva čs. státu na poněmčená území. Podporoval také myšlenku zestátnění německých dolů, lázní a průmyslu. Během světové hospodářské krize vystupovali členové pouze na podporu českého dělnictva a zastávali názor, že za jejich sociální problémy mohou „němečtí kapitalisté”. V době Henleinovského hnutí zřídila „Hraničářský klub čs. studentstva” při NJS, který vyvíjel národnostní aktivity na jazykové hranici, ale i v německých oblastech. Po Mnichovu pomáhal se stěhováním „hraničářů”, aktivních členů obranářských spolků a aktivistům podílejících se na tzv. „čechizaci” pohraničí do zbytkového Československa.

## Národně hospodářská činnost

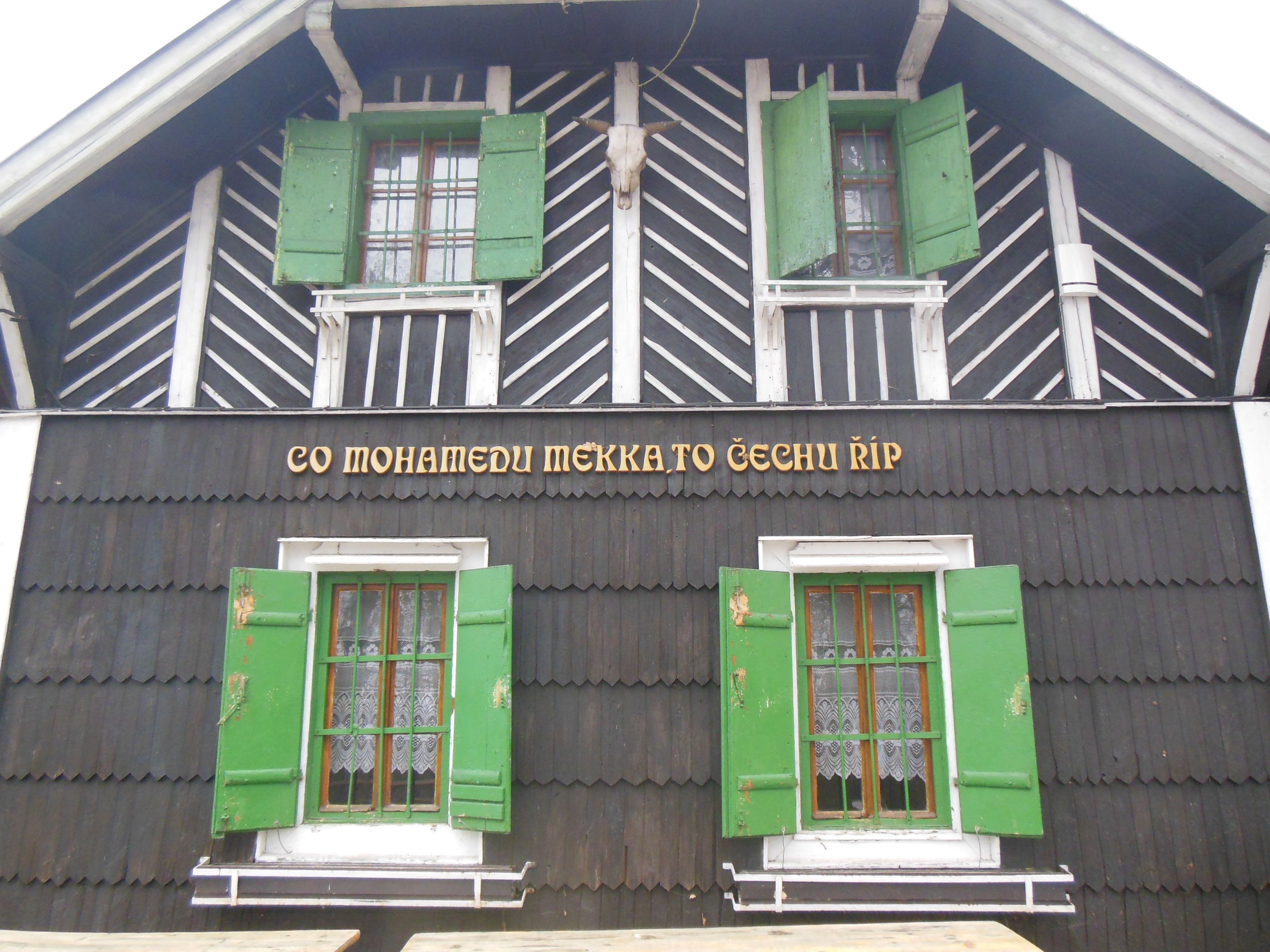
Turistická chata na vrcholu hory Říp. V roce 1887 dala Národní jednota severočeská podnět ke vzniku Klubu českých turistů. Majitel velkostatku v Roudnici nad Labem Ferdinad Zdenko Lobkowicz se zasloužil společně s předsedou roudnického „Klubu českých turistů“ Václavem Boumou o výstavbu turistické chaty na hoře Říp. Na počest předsedy klubu nesla název „Boumova chata“.

Zpočátku své činnosti poskytovala hraničářům levné úvěry ze své pokladny, ale pro velkou ztrátovost přešla NJS pouze k poskytování ručení. Na pomoc odbytu českých výrobků zřídila v Praze tržnici. Podporovala rozvoj českých družstevních záložen Kampeliček v obcích a městech: Terezín, Třebenice, Liberec, Postoloprty, Jablonec nad Jizerou, Ústí nad Labem, Hodkovice, Liběchov, Český Dub, Duchcov s filiálkou v Teplicích, Most, Český Šumburk, Litoměřice, Přepeře, Trutnov a Lovosice. V roce 1910 založila v Praze vlastní záložnu s názvem «Otčina» a pro její neúspěšnou činnost ji nahradila v roce 1924 česká pozemková společnost «Terra». Kvůli přerušení mezinárodního obchodu pomáhala během války lidem bez práce jako např. podkrkonošským sklářům a tkalcům. Vedle toho se snažila o udržení nemovitého majetku, částečně zakoupeného na úvěr, který vyžadoval pravidelný přísun peněz.
Na jedné straně zabraňovala prodeji českého majetku Němcům a na druhé straně ze zřízeného „pozemkového fondu” vykupovala majetek na německém území, zvláště v těch případech, kdy nesehnala českého kupce nebo pokud o majetek neměl zájem nějaký z hraničářů (činžovní domy, pozemky, budovy pro školy, hostince atp.). NJS pomáhala stavět národní domy a budovala spolkové místnosti pro národní obrannou činnost. Z velkých hospodářských počinů se jí podařilo zřídit český cukrovar, pivovar a mlékárnu v Bohušovicích, Severočeskou tiskárnu v Ústí nad Labem, koupila zřídlo minerální vody u Lázní Kynžvart a založila „Severočeské závody knihkupecké a papírnické” v Praze. Zemědělská pomoc byla pro NJS jen okrajovou záležitostí. Ponejvíce ve východních Čechách pomáhala s nákupem strojů a hnojiv. Dále podporovala zestátnění německé železniční dráhy a labské paroplavby či vlastnila podíly v družstevní sklárně „Lidrusk” v Libkovicích u Duchcova a v pivovaru v Rokytnici nad Jizerou. Zprostředkováním práce jako tomu bylo u Bund der Deutschen se v takové míře Národní Jednoty nezabývaly a sem tam okrajově pomohly zaměstnat mladé české obyvatelstvo.

## Sociální činnost

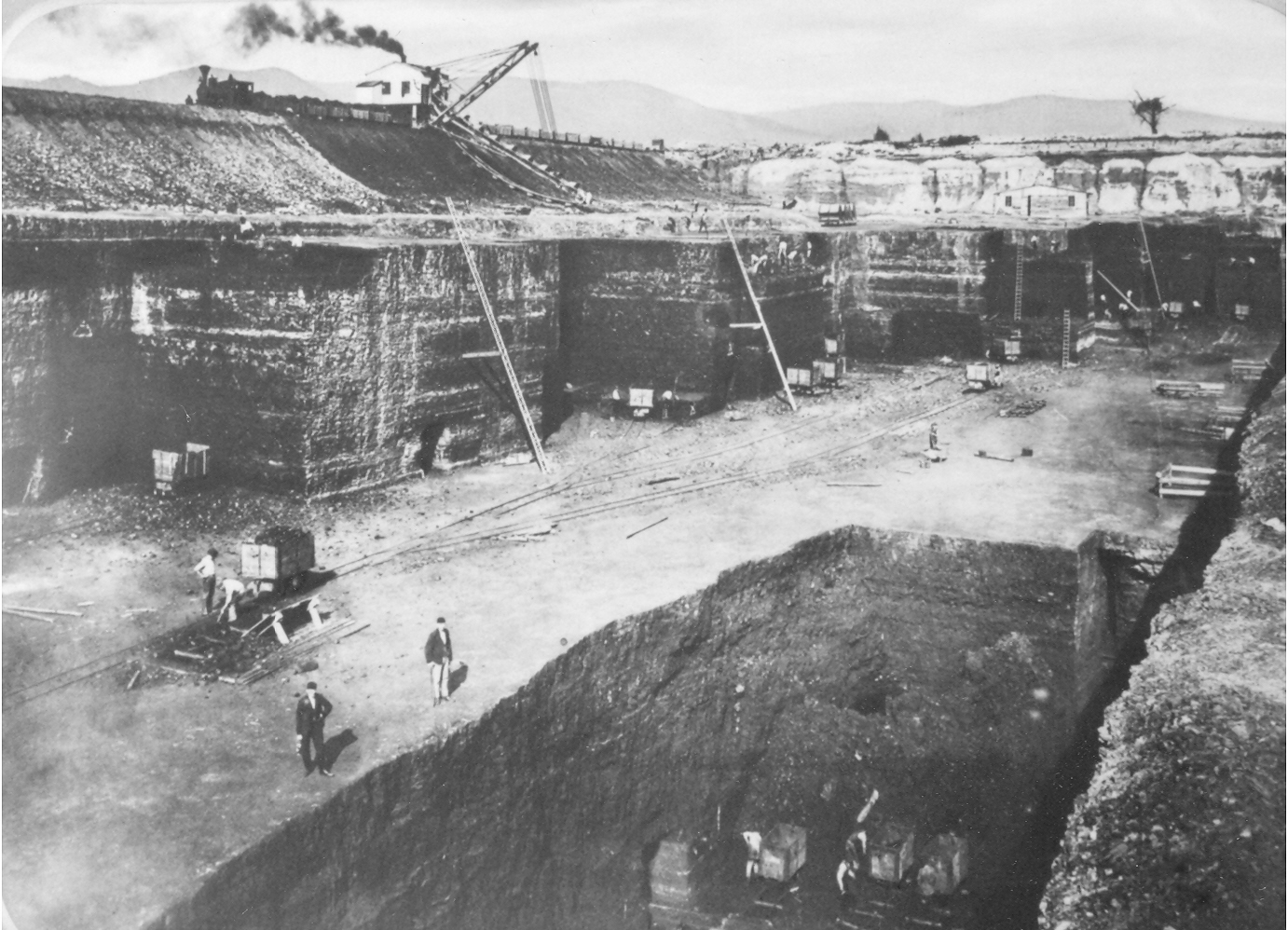
Ervěnice důl Hedvika

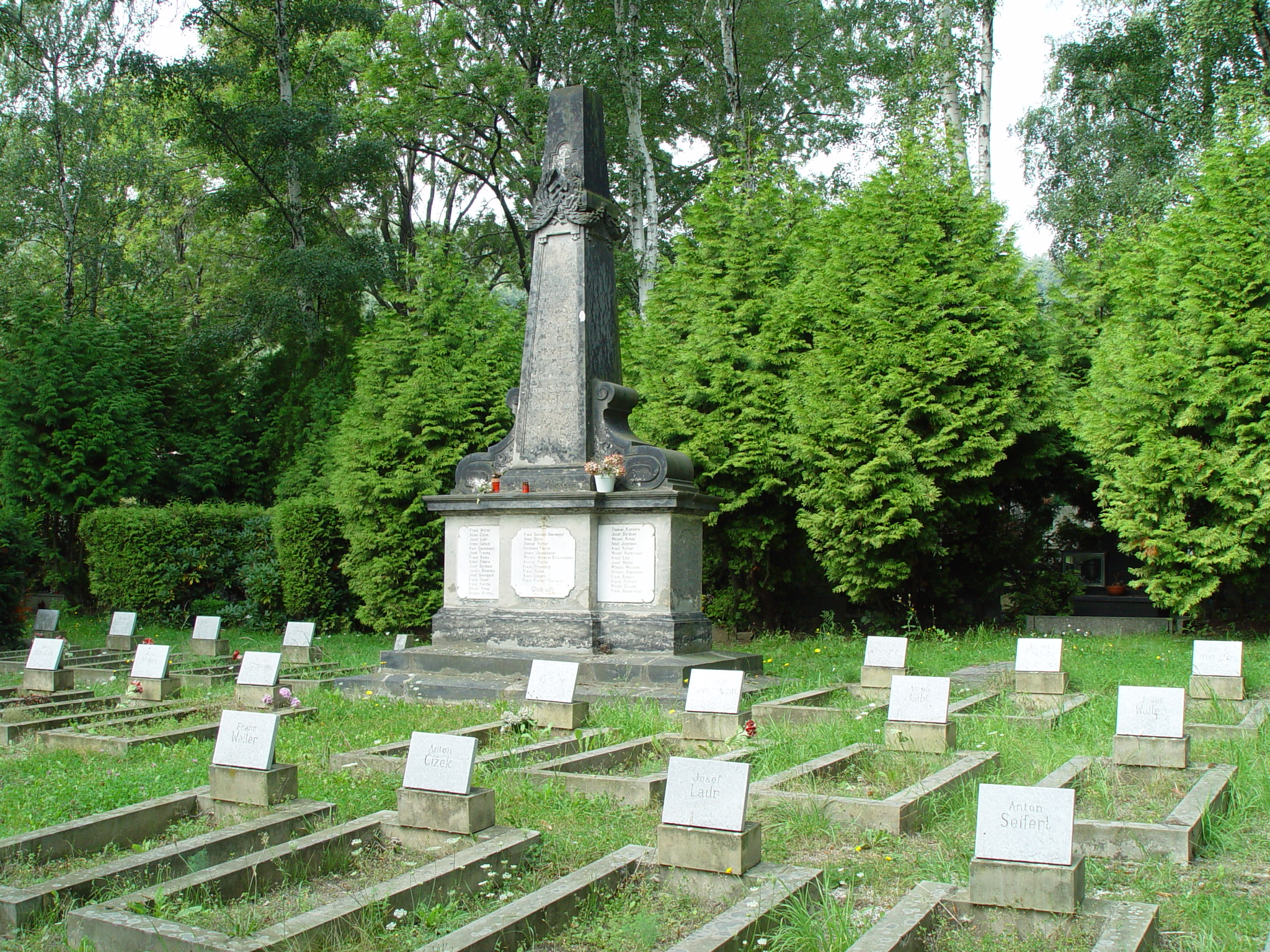
Památník s pohřebištěm obětí důlní katastrofy na dole Jupiter roku 1902 na městském hřbitově v Mostě, původně v obci Třebušice.

Pro sociální práci byl založen při NJS spolek «Svépomoc». Za války pomáhala rodinám jejichž živitelé byli na frontě nebo byli jinak postiženi persekucí úřadů. Zřídila fond pro sirotky po padlých vojácích. Informovala rodinné příslušníky vojáků o jejich právech a možnostech a navazovala pro ně kontakt s «Českou zemskou komisí pro ochranu dětí a péči o mládež», která poskytovala podporu válečným sirotkům a vdovám z pověření úřadů. Po odstoupení pohraničí v roce 1938 organizovala se Sokolem, Českým srdcem, Zemskou péčí o mládež a Červeným křížem přechodné bydlení pro uprchlíky a společně s „Ústředním sociálním úřadem města Prahy” založila „Výbor pro pomoc uprchlíkům”, který provozoval u poštovní spořitelny účet „Pomoc uprchlíkům“. NJS se pak některým z nich snažila hledat práci nebo jim poskytnout finanční výpomoc.

### Spolek Svépomoc
Sociální výpomoc poskytoval spolek „Svépomoc” především dělníkům, drobným řemeslníkům, živnostníkům a chudým rolníkům či zemědělským dělníkům na území s převahou německého obyvatelstva. Jednorázové podpory dostávali také horníci během stávky nebo při výluce z práce či pozůstalí po hornících zemřelých při důlních katastrofách (důl Jupiter u Třebušic). Dále se zaměřoval na české občany propuštěné z práce nebo vyhozené z bytu za obranářské aktivity během sčítání lidu, zakládání českých škol nebo během obecních voleb (Liberec, Svatava, Ervěnice). Vánoční sociální činnost sestávala z darů (šatstvo a obuv) a vánočních nadílek dětem sociálně slabých hraničářů, pro které také pořádal spolek výlety do hlavního města a na zajímavá místa v Čechách. Zakládal tzv. „feriální osady” pro prázdninové pobyty českých dětí z pohraničí u českých rodin na venkově. V Dubé koupila NJS objekt pro ozdravovnu hornických a dělnických dětí.

### Právnické poradenství
Po vzniku Československa se zaměřovala na právní pomoc českým lidem žijících v německém prostředí, kterou poskytovali například dr. Štumpf, dr. Baxa, dr. Matys v Praze, dr. Hansgirg, dr. Brož v Litoměřicích, dr. Just v Trutnově, dr. Čermák v Českém Dubu, dr. Hliňák v Liberci, dr. Stejskal v Duchcově a dr. Horlivý v Mostě.

## Kulturní činnost
Místní odbory pořádaly plesy, zábavy, výlety nebo divadelní představení a jejich cílem bylo získání širokého publika. Velký význam hrálo i pořádání národních slavností s lidovými písněmi, tanci a zvykoslovím. Na venkově se těšilo ochotnické divadlo velké oblibě. Místní odbor Národní jednoty severočeské v Zákupech se scházel v restauraci Modrá hvězda (na rohu dnešní Gagarinovy a Borské ulice) a zde byl také 25. června 1923 založen nejstarší ochotnický kroužek na Českolipsku. Ústřední výbor zajišťoval finanční prostředky na jeviště. Zvláště dámské odbory se věnovaly loutkovému divadlu. Za první republiky koupila NJS i několik biografů na německém území.

### Školství

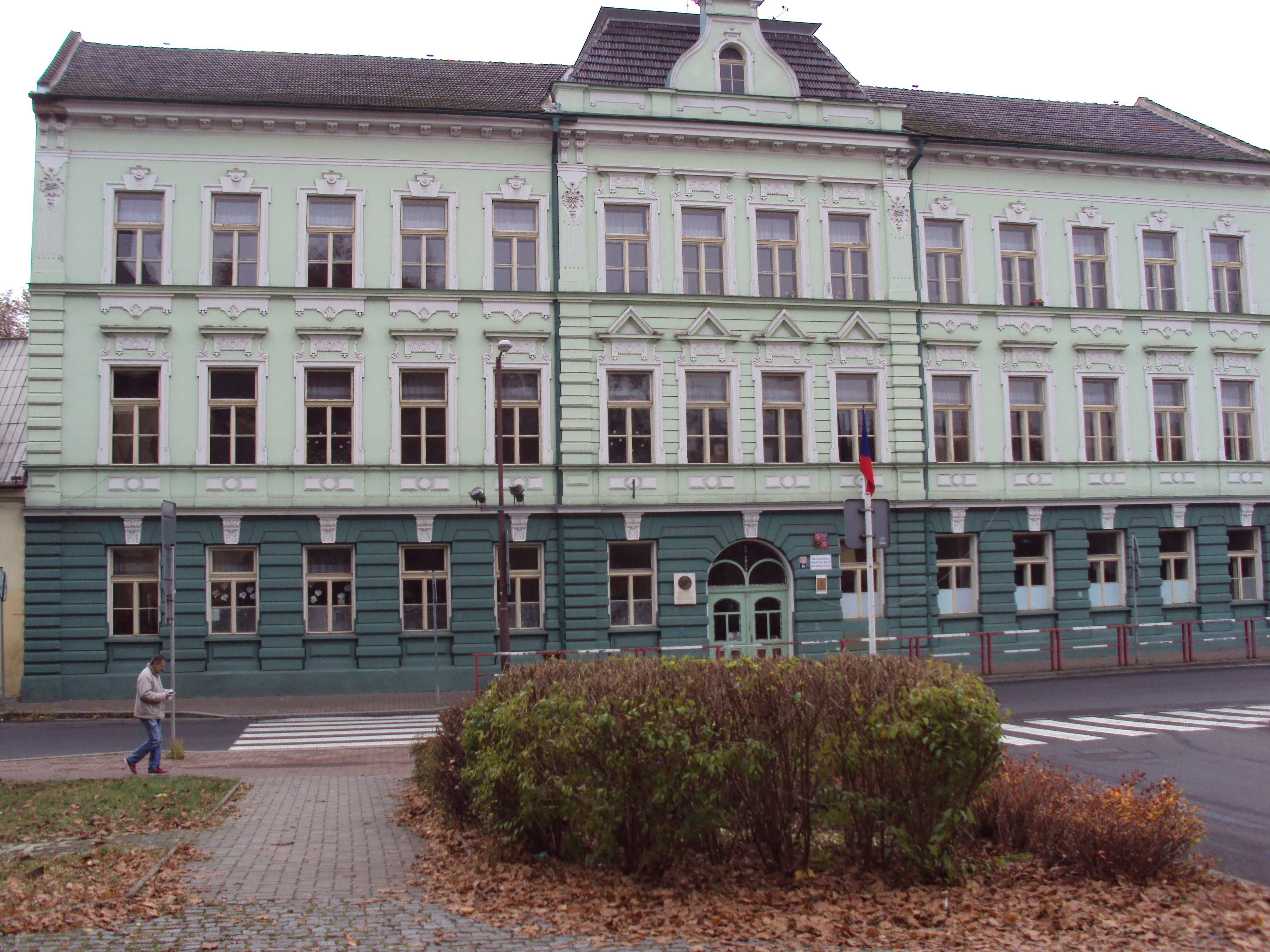
Arbesova škola v České Lípě. V roce 1901 byla v budově bývalého soudu otevřena obecná škola chlapecká a v roce 1919 pak první českolipská česká škola a zároveň zde působila škola odborná pokračovací. V roce 1932 byla dokončena škola Dr. Miroslava Tyrše, kam se postupně nastěhovaly všechny české školy.

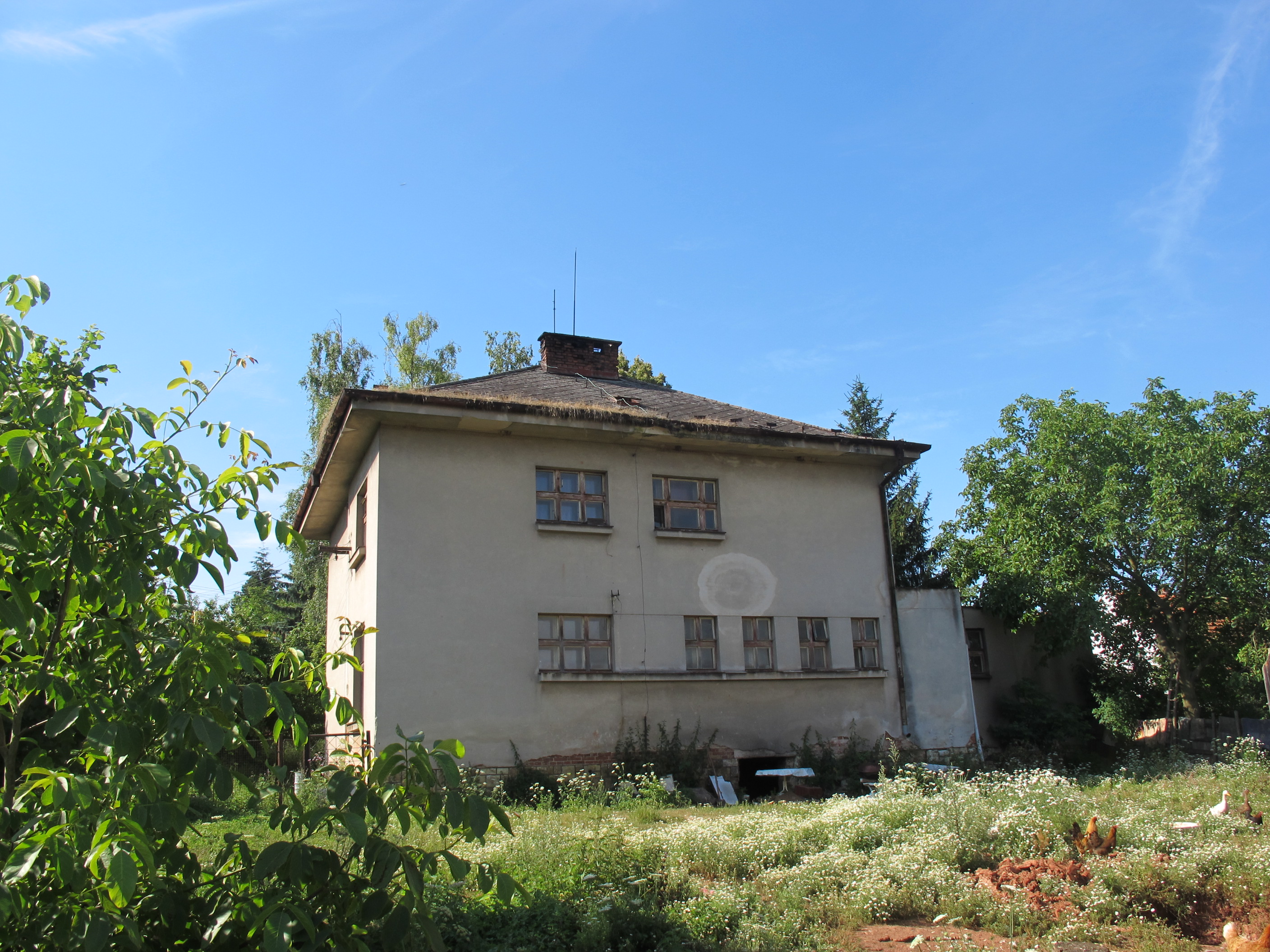
Bývalá česká menšinová škola z roku 1935 v Nečemicích.

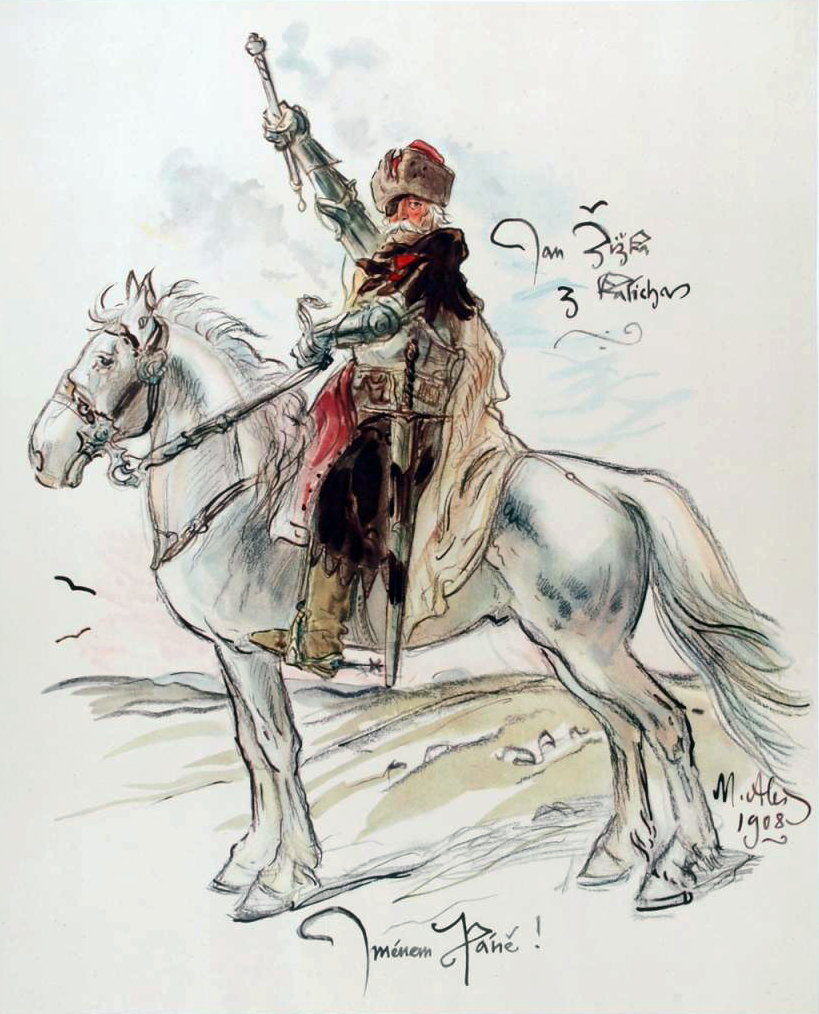
Jan Žižka od Mikoláše Aleše. U českých obranných spolků sloužila národnostnímu boji epocha husitství a české reformace.

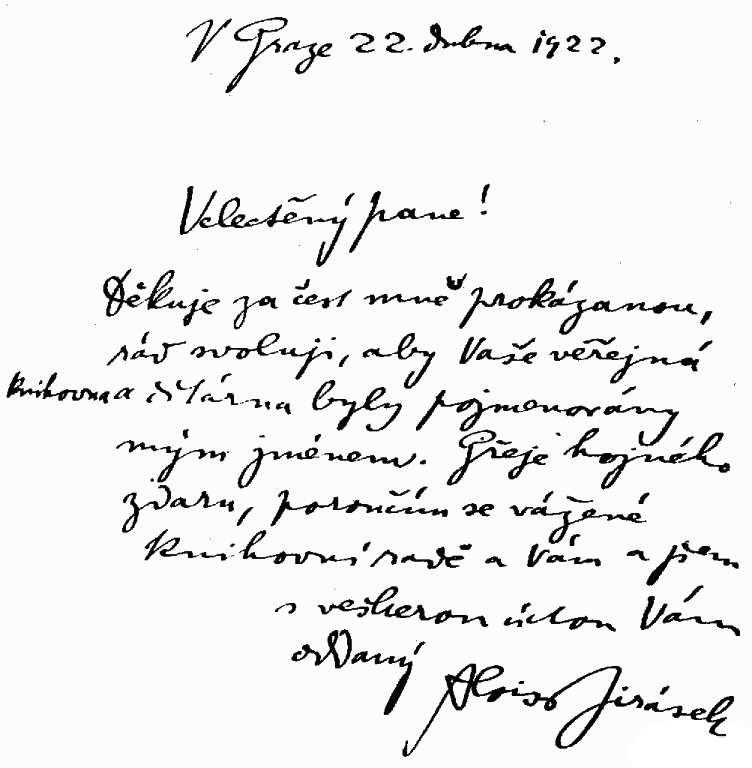
Písemný souhlas A. Jiráska, aby knihovna nesla jeho jméno (22. duben 1922). Jeho díla nesměla chybět v žádné hraničářské knihovně.

Menšinové školství se řídilo až do konce Rakouska-Uherska školským zákonem ze 14. května 1869, č. 62 ř. z. Podle § 59 se menšinová škola mohla zřídit pouze v tam, kde (v obci a jejím blízkém okolí) byl pětiletý průměr počtu dětí školou povinných větší než 40. Na základě takového zjištění pak o zřízení školy rozhodla sice zemská školní rada, ale o provoz školy se musela postarat obec. Proto se zemská školní rada obracela na obecní zastupitelstvo a jeho místní školní radu a postupovala podle jeho vyjádření. Je nasnadě, že v německých obcích se tomu zastupitelstvo bránilo a nemínilo zřízením české školy zatěžovat rozpočet obce. Pokud už českou školu zřídit muselo, stávalo se, že ji umístilo do nevyhovujících objektů, do kterých jen s donucením okresní inspekční komise následně investovalo. V případě zamítnutí se snažila Ústřední matice školská zajistit budovu (pronájem či koupě) a následně zde vybudovat školu privátní (matiční), která byla ale plně v její režii a zatěžovala omezený rozpočet spolku. Následně pak společně s NJS vedla s úřady boj o její zveřejnění (zestátnění), čímž by opět přešlo financování školy na místní obec. Německá strana na zasílání českých děti do „matičních” škol reagovala propouštěním českých dělníků z práce nebo celou rodinu i s dětmi vyhodila z bytu.
O zřizování menšinových českých školy se vedly dlouhé spory a byly doprovázeny všelijakými praktikami na obou stranách. Právě o české nezaměstnané dělníky nebo rodiny bez přístřeší se starala NJS nebo pomáhala ÚMČ v boji s úřady a přebírala starost o školy veřejné (obecní), pokračovací a odborné. Nejostřejší boje se vedly v Ústí nad Labem, v Liberci a Podmoklech v Děčíně, ve Svatavě a v Ervěnicích. Po masivním vyhazování českých horníků z práce a z bytu ( 120 českých rodin - 500 osob včetně nemocných a dětí žilo po řadu týdnů v okolních lesích a polích) zakoupily Ústřední matice školská a Národní jednota severočeská 26. června 1907 osm Valentových domů, „aby se rodiny, které stále tábořily na ulici, měly kde ubytovat”. Na konci roku 1908 se podařilo dosáhnout nařízení c. a k. okresního hejtmana v Chomutově. ÚMŠ společně s NJS získaly v Ervěnicích předsálí tanečního sálu v hostinci U města Prahy (dříve Austria) a od 1. března 1909 navštěvovalo českou veřejnou školu 66 hochů a 51 dívek.
V roce 1902 slavila NJS úspěch s měšťanskou školu v Třeběnicích na jejíž finanční sbírku vydala pohlednice, „Poslední řeč dr. Paříka”, sbírku básní a písní Filipa Drhy „Na sporné půdě”. Podobně otevřela i měšťanskou školu v Jablonci nad Jizerou, které obstarala školní pomůcky nebo v Mostě, Duchcově a Českém Dubu, pokračovací školy v Liberci, Mostě a Bohušovicích či hospodářskou školu v Terezíně. Ochranou ruku držela i nad školami zřízenými jako třeba v Bělé pod Bezdězem a ve Dvoře Králové. Místní odbory NJS zřizovaly na školách „polévkové ústavy” nebo hradily chudým dětem celé obědy. Po vydání školského zákona v roce 1919 se situace podstatně změnila, veškeré matiční školy převzal a nadále o životě privátních škol (zřízených německým spolkem Deutscher Schulverein) rozhodoval stát. Pro NJS to znamenalo do budoucna podporu chudých žáků v hraničářských školách (stravování, jízdné, školní pomůcky) a dále bojovat za lepší umístění škol.

### Knihovny
V roce 1885 založila NJS na návrh ústředí knihovní odbor a mezi první dárce knih patřili profesor Studnička, pokladník Knapp a redakce časopisu Politik. Hned v prvním roce disponovala v 10 místních odborech 1 296 svazky a za 40 let svého působení se mohla pochlubit v 547 odborech 75 298 knižními díly. Nejčastějším typem se staly knihovny lidové pro širokou veřejnost a běžně nabízely něco kolem 100 svazků, které na požádání ústředí vyměňovalo. Žákovské knihovny s 30-100 svazky poskytla NJS školám na jazykové hranici natrvalo. Divadelní knihovny vlastnily odborům s ochotnickým divadlem. Hospodářské knihovny sehrály hlavní roli ještě před rozmachem zemědělských časopisů. České tiskoviny zasílala do místních odborů NJS zdarma a ve větších městech zřizovala čítárny. Před Velkou válkou vycházela edice „Epištoly pro lid” (např. Hrnčíř František - Kam máme do školy své děti posílati?, Nákladem Národní Jednoty Severočeské, 1896)
Vydávala vlastní knihy (např. O Boženě Němcové, Potřeba osobního úvěru pro rolnictvo a záložny Raiffeisenovy, Poučení o práci místních odborů) a časopis Stráž na Severu. Roku 1892 vydala společně s Národní jednotou pošumavskou brožuru Vlastenecké poslání, kde obě organizace vyzývaly rodiče a venkovské učitele k zajištění kvalitního návazného vzdělání pro děti, končící základní školní docházku. Zdůrazňovaly, že nekvalifikovaná práce v domácím hospodářství, u které tehdy skončila řada dospívajících, je výhodná jen krátkodobě a v delší perspektivě vede k bídě. Jako nejlepší alternativu doporučovaly učení u renomovaného, dobře vybraného řemeslnického mistra. Po vzniku Československa vydala vláda dne 22. července 1919 zákon o veřejných knihovnách obecních č. 430/1919 Sb. a NJS pomáhala budovat obecní knihovny, jejichž základ tvořily knihovny lidové.

### Přednášky
Přednáškové činnosti se od počátku věnovali hlavně učitelé a členové ústředního výboru. Hned po založení za cenu jízdného spolupracoval s ústředím v Praze učitel Emil Řezáč z Duchcova a po založení spolku jezdila po Teplicku „Jednota českých učitelů z Duchcova a okolí”. Na Mostecku pořádal přednášky spolek „Budeč podkrušnohorská” s mosteckým učitelem Eduardem Štorchem a na Hronovsku působil taktéž učitelský spolek. Na jazykové hranici a na německých územích převládaly přednášky z české historie či literatury (Jan Hus, Jan Žižka, Jan Amos Komenský, František Ladislav Čelakovský, František Palacký nebo Karel Havlíček Borovský, Všeruská slovanská etnografická výstava v Petrohradě, situace na Balkáně), naopak na českém území měly agitační charakter za účelem rozšíření členské základny. Samozřejmě nechyběly ani proslovy k volbám, sčítání lidu, domovskému právu nebo k zemědělství.
Oslavy 50. výročí jejího založení v roce 1935 byly zastíněné vítězstvím nacistů v Německu a narůstající agresivitou henleinovců. V českém tisku se v té souvislosti objevovaly názory, že 28. říjen dosud „hraničáři“ příliš nepocítili, láska k Němcům zašla příliš daleko a organizace typu N.J.S. mohou sehrát důležitou roli při obraně státu, proto potřebují podporu všech Čechů.

## Národní jednoty v letech 1938-1943
Po Mnichovu se území NJS dělilo do 35 okrsků. Svaz národních jednot a matic vláda jako přebytečný zrušila a výnosem ministerstva vnitra dne 4. dubna 1939 byla činnost jednot a matic zastavena a ze šesti organizací (Národní jednota severočeská, Národní jednota pošumavská, Národní jednota pro jihozápadní Moravu, Národní jednota pro východní Moravu, Slezská matice osvěty lidové a Matice opavská) vytvořen svazek Národní matice fungující při Národní radě české, jehož předsedou se stal Jan Kapras. NJS provedla účetní uzávěrku a likvidaci spolku 30. června 1939. Úřad říšského protektora 15. června 1943 Národní matici na příkaz K. H. Franka definitivně zrušil a její majetek propadl Třetí říši. Dům v Praze Na Zderaze čp. 5 sloužil nadále kriminální policii (v roce 1942 bylo oddělení kriminální služby začleněno do Kriminální ústředny v Praze, kterému byly podřízeny útvary policejní i četnické).

## Svaz jednot a matic v letech 1945-1948
Po květnových událostech v roce 1945 vyzval Svaz jednot a matic místní organizace k vyzvednutí svých archivů u policie a oznámil policii obnovení své činnosti. Ze strany vlády a státu se ale setkal s velmi rezervovaným postojem a příslušné orgány činnost Svazu jednot a matic oficiálně neschválily. Přesto se začala NJS za pomoci svých důvěrníků, okresních a místních správních komisí nebo skrze ONV a MNV ujímat svého majetku v pohraničí. Představa Svazu jednot a matic o členství v „Úřadě pro osidlování pohraničí” byla zmařena vydáním Benešových dekretů ze 17. července 1945 o jednotném řízení vnitřního osídlení (doplněný dekretem z 20. července 1945 o osídlení zemědělské půdy Němců, Maďarů a jiných nepřátel státu) a v zápisech se množilo rozčarování ze státních kroků a výtky k postojům KSČ. Podle dekretu č. 81 Sb. musel nyní svaz o povolení činnosti znovu požádat. Zemský národní výbor sice vzal jeho činnost na vědomí, ale zároveň ministerstvo vnitra dodalo, že o další činnosti matic, jednot a podobných organizací bude jednat s politickými vládními stranami.
Sjezd Valné hromady NJS se konal v malém sále Měšťanské besedy v Praze 3. března 1946 a Edvard Beneš byl v prvních bodech programu zvolen čestným členem NJS. Mezi hosty promluvil i komunista Erik Kafka. Po zvolení ústředního výboru a předsednictva obtíže s fungováním NJS nepřestaly. Ze zpráv jednatelů byl viditelný jak nezájem „novoosídlenců” v pohraničí tak i některých starých hraničářů. Práci v pohraničí stěžovala velká nevraživost mezi starousedlíky (žijící zde před rokem 1938) a novými osídlenci. Trnem v oku se stala novému obyvatelstvu zejména smíšená manželství. NJS započala spolupráci s Osídlovacím úřadem a Fondem národní obnovy. Restituce matic a jednot však postrádaly právní podložení a NJS podala v této záležitosti intervenci na ministerstvu vnitra. Od počátku roku 1947 se začal objevovat politický tlak na odstoupení předsedy Jožky Davida, na což upozorňoval jednatel architekt Budinka. Dne 27. února 1948 rozhodli zástupci NJS dr. Schlecht, Panýr, Třebícký, Pechar, dr. Müller, ředitel Korynta, jednatel NJS Kypr a jednatel NJŠ Šulc o ustanovení akčního výboru národních jednot a matic. Do ústředního akčního výboru Národní fronty navrhli členy Budinku, Pechara a dr. Hájka. Architekt Budinka podal návrh na prověření nezávadnosti všech členů ústředního výboru NJS (Vajs a Třebícký následně nastoupili zdravotní dovolenou). Vytvořením akčního výboru Národní fronty (AV NF) byla ukončena nejen samostatná činnost NJS, ale i všech ostatních jednot a matic.

## Místní odbory NJS s ochotnickým divadlem
| Založené před rokem 1918              | Založené po vzniku Československa             |
| ------------------------------------- | --------------------------------------------- |
| Benecko (1895)                        | Bartošovice (1923)                            |
| Beřovice                              | Bílý Kostel nad Nisou                         |
| Brňany (1903)                         | Braňany                                       |
| Nové Strašecí (dámský odbor)          | Bystřec (1919)                                |
| Černiv (1903)                         | Cvikov (1927)                                 |
| Česká Lípa (1889)                     | Česká Kamenice (1930)                         |
| Čestlice                              | Česká Metuje (1924)                           |
| Dolánky nad Ohří (1905)               | Desná (1933)                                  |
| Dolní Beřkovice (1900)                | Dlouhoňovice (1937)                           |
| Dolní Hanychov (1913)                 | Dlouhý Most                                   |
| Doubí (1886)                          | Doksy (1926)                                  |
| Hodkovice nad Mohelkou (1890)         | Dolní Poustevna (1926)                        |
| Horní Dehtov (1899)                   | Doubravice                                    |
| Hořín (1914)                          | Dřínov (zaniklá obec) (1924)                  |
| Hostinné (1896)                       | Duchcov                                       |
| Hostivice (1896)                      | Falknov (1923)                                |
| Hostomice (1897)                      | Hejnice (1925)                                |
| Chlumín (1911)                        | Hillův Mlýn (1935)                            |
| Chotěšov (1903)                       | Horní Jiřetín (1927)                          |
| Chrášťany (1902)                      | Horní Maršov (1925)                           |
| Jasenná (1896)                        | Horní Růžodol (1934)                          |
| Kamenický Šenov (1901)                | Hořany                                        |
| Keblice (1903)                        | Hrádek nad Nisou (1923)                       |
| Kladno (1913)                         | Hrob (1925)                                   |
| Klapý (1903)                          | Choustníkovo Hradiště (1920)                  |
| Kly (1910)                            | Chrastava (1920)                              |
| Kněževes (1897)                       | Chrochvice                                    |
| Kněžmost (1898)                       | Jablonné v Podještědí (1921)                  |
| Koberovy (dívčí odbor)                | Janské Lázně (1933)                           |
| Kolín                                 | Jestřabí v Krkonoších (1919)                  |
| Kopisty (1882)                        | Jestřebí (1932)                               |
| Koštice (1898)                        | Jílové u Držkova (1925)                       |
| Křesín (1903)                         | Jindřichovice pod Smrkem (1925)               |
| Křížlice (1892)                       | Jiřetín pod Bukovou (1920)                    |
| Ktová (1883)                          | Jiřetín pod Jedlovou (1919)                   |
| Lezník (1895)                         | Karlovy Vary (1926)                           |
| Liberec (1886)                        | Kokonín (1919)                                |
| Libkovice (1897)                      | Kokořín (1920)                                |
| Libňatov (1908)                       | Konobrže (zaniklá obec - důlní těžbou) (1922) |
| Libochovice (1908)                    | Kořenov (1933)                                |
| Lišany (1907)                         | Králíky (1919)                                |
| Lkáň (1903)                           | Královec (1925)                               |
| Lom (1904)                            | Krompach (1933)                               |
| Lom (1911)                            | Křešice (1926)                                |
| Louny (1897)                          | Kunčice nad Labem (1924)                      |
| Lovosice (1902)                       | Kunratice u Cvikova (1933)                    |
| Martiněves (1902)                     | Kuřívody (1937)                               |
| Medvědice                             | Kytlice                                       |
| Mělník (1899)                         | Liberec: Mládež (1923)                        |
| Mezouň                                | Liberec: Studenti (1930)                      |
| Mohelnice nad Jizerou (1899)          | Lísky (1929)                                  |
| Nové Kopisty (1904)                   | Litoměřice (1923)                             |
| Nová Ves                              | Louka u Litvínova                             |
| Nové Strašecí (1909)                  | Lučany nad Nisou                              |
| Nový Bydžov                           | Lvová                                         |
| Nový Svět (Harrachov) (1911)          | Machnín                                       |
| Nymburk (dámský odbor) (1899)         | Meziměstí (1919)                              |
| Obříství (1899)                       | Mimoň (1922)                                  |
| Olešnice (dámský odbor) (1909)        | Mlýny (1935)                                  |
| Opařany (1899)                        | Mšeno nad Nisou (1919)                        |
| Pardubice (dámský odbor)              | Mukařov (dámský odbor)                        |
| Peruc (1903)                          | Náhlov (1937)                                 |
| Postoloprty (1898)                    | Nečemice (1936)                               |
| Praha Dejvice (1907)                  | Nové Město pod Smrkem (1923)                  |
| Rakovník (1898)                       | Nové Pavlovice                                |
| Rakovník                              | Novosedlice                                   |
| Rozstání (Světlá pod Ještědem) (1898) | Nový Bor                                      |
| Sobědruhy                             | Nový Oldřichov (1935)                         |
| Strážnice (1907)                      | Obrnice (1920)                                |
| Stromkovice (1899)                    | Osečná (1936)                                 |
| Šemanovice (1909)                     | Ostrov (1927)                                 |
| Štěpanická Lhota (1913)               | Ploskovice (1926)                             |
| Tatobity (1912)                       | Podbořany                                     |
| Třebenice (okres Litoměřice) (1903)   | Polevsko                                      |
| Třebívlice (1903)                     | Poříčí (1919)                                 |
| Třebušice                             | Praha (1921)                                  |
| Turnov (dámský odbor) (1899)          | Ptýrov                                        |
| Úpohlavy (1903)                       | Rychlov (1921)                                |
| Vrbičany (okres Litoměřice) (1903)    | Sloup v Čechách (1932)                        |
| Vrchlabí (1904)                       | Sokolov (do 1948 Falknov nad Ohří)            |
| Vysoká                                | Stará Boleslav (1922)                         |
| Vysoké Mýto (1900)                    | Staré Splavy (1935)                           |
| Vysoké nad Jizerou (1912)             | Starobucké Debrné (1938)                      |
| Žabovřesky nad Ohří (1903)            | Starý Harcov (1925)                           |
| Žďárky (1897)                         | Stráž pod Ralskem (1923)                      |
| Želénky (1895)                        | Strážiště                                     |
| Žireč (1898)                          | Strážkovice (1923)                            |
|                                       | Stupná (1922)                                 |
|                                       | Stvolínky                                     |
|                                       | Sulejovice                                    |
|                                       | Svébořice (1937)                              |
|                                       | Svor (1922)                                   |
|                                       | Šumburk nad Desnou (1933)                     |
|                                       | Švihov (1928)                                 |
|                                       | Tanvald (1919)                                |
|                                       | Teplice nad Metují (1932)                     |
|                                       | Trmice (1922)                                 |
|                                       | Trotina (1921)                                |
|                                       | Třebenice (1927)                              |
|                                       | Tříč (1935)                                   |
|                                       | Třtí (1919)                                   |
|                                       | Vápno (1946)                                  |
|                                       | Vchynice (1936)                               |
|                                       | Vidochov (1922)                               |
|                                       | Volfartice                                    |
|                                       | Vratislavice nad Nisou (1923)                 |
|                                       | Vrchbělá (1931)                               |
|                                       | Vrkoslavice (1919)                            |
|                                       | Vtelno                                        |
|                                       | Zábrdí (1937)                                 |
|                                       | Zahrádky (1922)                               |
|                                       | Zákupy (1923)                                 |
|                                       | Zbečno                                        |
|                                       | Zdobín                                        |
|                                       | Zeměchy (1921)                                |
|                                       | Žalhostice (1936)                             |
|                                       | Žďár (1919)                                   |